# Wasyl Hrybowycz
Wasyl Wasylowycz Hrybowycz (ukr. Василь Васильович Грибович; ur. 23 stycznia 1970) – ukraiński skoczek narciarski, uczestnik Zimowych Igrzysk Olimpijskich 1994.
Wziął udział w mistrzostwach świata w narciarstwie klasycznym w 1993. W konkursach skoków w Falun zajął 56. miejsce na skoczni dużej i 64. na skoczni normalnej. W 1994 wystąpił w konkursach skoków na zimowych igrzyskach olimpijskich w Lillehammer, zajmując 52. miejsce na obiekcie dużym i 56. na obiekcie normalnym.
W zawodach Pucharu Świata zadebiutował 30 grudnia 1992 w Oberstdorfie, gdzie zajął 51. miejsce. W zawodach tej rangi startował do 1994, jednak nigdy nie wywalczył punktów do klasyfikacji generalnej. Najwyżej sklasyfikowany w zawodach PŚ został 1 stycznia 1993 w Garmisch-Partenkirchen, gdzie był 47.

## Osiągnięcia

### Igrzyska olimpijskie
| Igrzyska          | Data           | Skocznia | Konkurs | Skok 1    | Skok 1 | Skok 2    | Skok 2 | Nota łączna | Miejsce | Strata | Zwycięzca      | Źródło |
| Igrzyska          | Data           | Skocznia | Konkurs | Odległość | Nota   | Odległość | Nota   | Nota łączna | Miejsce | Strata | Zwycięzca      | Źródło |
| ----------------- | -------------- | -------- | ------- | --------- | ------ | --------- | ------ | ----------- | ------- | ------ | -------------- | ------ |
| 1994, Lillehammer | 20 lutego 1994 | duża     | ind.    | 81,0      | 40,8   | 81,0      | 42,3   | 83,1        | 52.     | 191,4  | Jens Weißflog  | [ 2 ]  |
| 1994, Lillehammer | 25 lutego 1994 | normalna | ind.    | 64,0      | 56,0   | 59,0      | 46,0   | 102,0       | 56.     | 180,0  | Espen Bredesen | [ 3 ]  |

### Mistrzostwa świata
| Mistrzostwa | Data           | Skocznia | Konkurs | Skok 1    | Skok 1 | Skok 2    | Skok 2 | Nota łączna | Miejsce | Strata | Zwycięzca       | Źródło |
| Mistrzostwa | Data           | Skocznia | Konkurs | Odległość | Nota   | Odległość | Nota   | Nota łączna | Miejsce | Strata | Zwycięzca       | Źródło |
| ----------- | -------------- | -------- | ------- | --------- | ------ | --------- | ------ | ----------- | ------- | ------ | --------------- | ------ |
| 1993, Falun | 21 lutego 1993 | duża     | ind.    | 80,0      |        | 73,0      |        | 70,7        | 56.     | 170,7  | Espen Bredesen  | [ 4 ]  |
| 1993, Falun | 27 lutego 1993 | normalna | ind.    | 65,0      |        | 60,5      |        | 100,3       | 64.     | 137,5  | Masahiko Harada | [ 5 ]  |